# 220736 Niihama
220376  è un asteroide della fascia principale. Scoperto nel 2003, presenta un'orbita caratterizzata da un semiasse maggiore pari a 3,1206931 UA e da un'eccentricità di 0,1742978, inclinata di 10,85712° rispetto all'eclittica.
L'asteroide è dedicato all'omonima località giapponese.